# تشارلز سيراس كيرنز
تشارلز سيراس كيرنز هو محامي وسياسي أمريكي، ولد في 11 فبراير 1869 في تونيكا في الولايات المتحدة، وتوفي في 17 ديسمبر 1931 في أميليا في الولايات المتحدة. نشط حزبياً في الحزب الجمهوري. وقد انتخب عضو مجلس النواب الأمريكي ‏.